# Cerro Rico
Cerro Rico, även Cerro de Potosí, (quechua: Sumaq Urqu) är ett berg i sydvästra Bolivia, känt för sina stora silverfyndigheter, som berikade det Spanska imperiet från 1500-talet och framåt.
Berget är en tidigare vulkan och ligger i Andernas östra kordiljära, öster om den andiska högplatån. Toppen på Cerro Rico når cirka 4 800 meter över havet.
Intill berget, på omkring 4 070 m ö.h., ligger staden Potosí, som är huvudort i departementet Potosí.

## Historia
Cerro rico betyder "rikt berg"; och det sades i folkmun vara ”gjort av silver”.

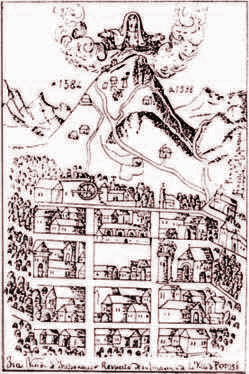
Cerro Rico med staden Potosí.
Francisco Tito Yupanqui, 1584–1588.

Gruvorna lär genom åren ha gett mer än 60 000 ton silver och 100 000 ton tenn.
Härifrån kom huvuddelen av det silver som berikade det Spanska imperiet från 1500-talet och framåt; hela 85 procent av allt silver från den tiden beräknas ha haft sitt ursprung i det här berget.
Gruvbrytningen och anrikningen av silvret vid Cerro Rico beräknas ha tagit 8 miljoner människors liv under den spanska kolonialtiden, varav många slavar från ursprungsbefolkningen och från Afrika.

## Nutid
Cerro Ricos gruvor sysselsätter fortfarande (2018) omkring 15 000 gruvarbetare.

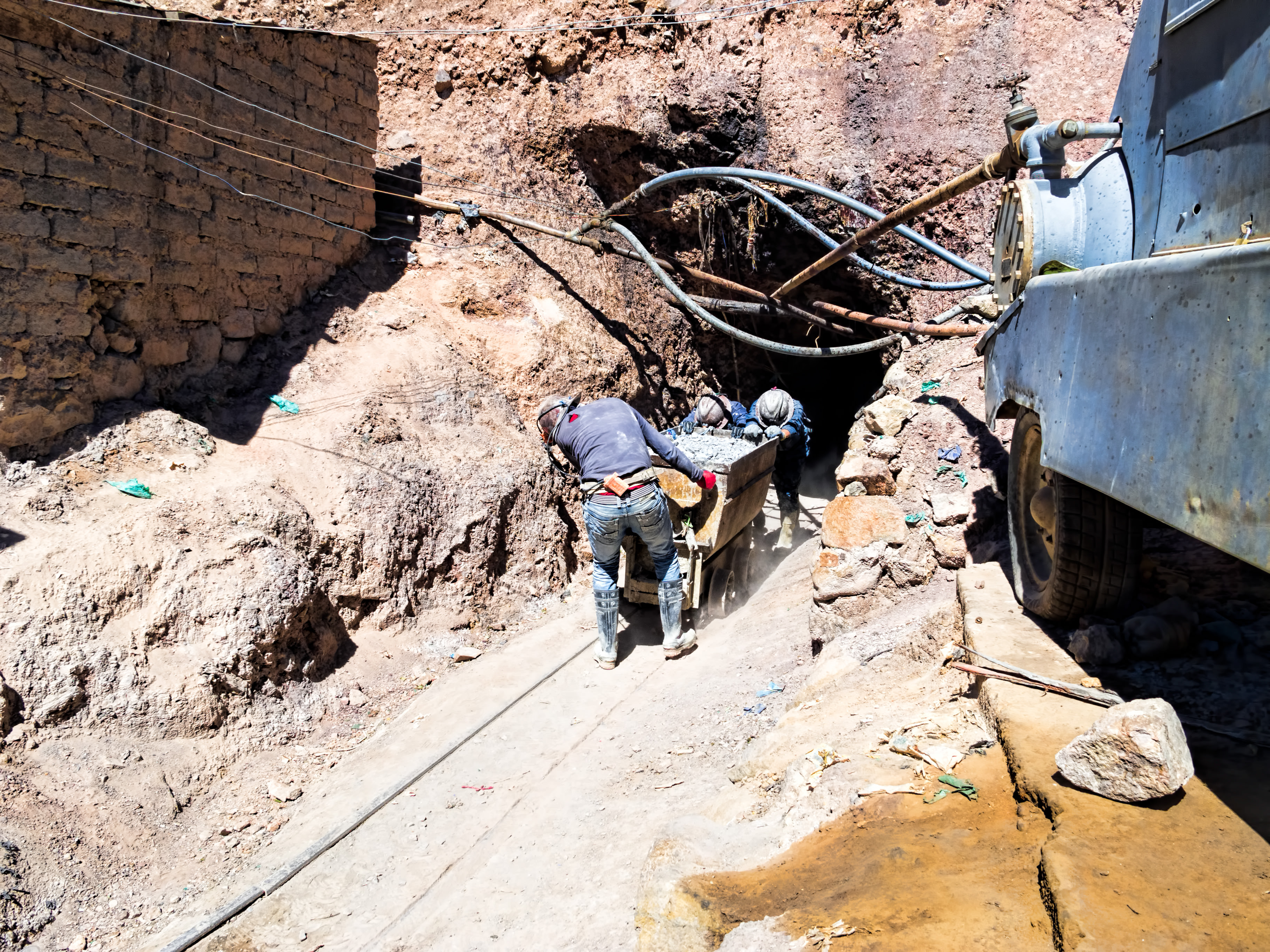
Gruvarbetare vid Cerro Rico, 2017

Arbetsförhållandena är dock svåra och gruvarbetarnas medellivslängd är inte mer än 40 år.
År 2011 kollapsade en del av toppen och bildade en krater. Den riskerar störta in ytterligare, framför allt på grund av fortgånde gruvarbete på höga nivåer i berget.